# Andrea Darmarios
Andrea Darmarios (in greco Ἀνδρέας Δαρμάριος?; XVI secolo – XVI secolo) è stato uno scrittore greco, conosciuto soprattutto per le sue opere di falsificazione letteraria. Originario del Peloponneso, lavorò alla corte spagnola dove fu a capo, tra l'altro, di un atelier, un centro di studi tuttavia non alieno alla tecnica della falsificazione a fini lucrativi.
Tale tecnica era peraltro piuttosto diffusa tra i copisti di epoca rinascimentale. Una delle sue invenzioni ex novo più celebri fu la Historia fisikè di "Giulio Polluce" (anche il nome dell'autore risulta inventato).